# Лах (вулкан)
Лах — вулкан, возможно, супервулкан, расположенный в районе Айфель, Германия. Последнее его извержение произошло примерно 12 900 лет назад и образовало в кальдере озеро Лахер-Зе. В последнее время вулкан начал проявлять активность — на поверхности озера начали появляться пузырьки углекислого газа. С большой вероятностью извержение произойдёт в последующие столетия.

## Извержение
Первые взрывы вулкана начались в конце весны или в начале лета, уничтожив всё живое в радиусе 60 км и повалив деревья в радиусе до 4 км. Магма открыла путь к поверхности и извергалась 10 часов. Всё вокруг в радиусе до 10 км было покрыто тефрой. Мантийный плюм достиг высоты в 35 километров. Активность вулкана продолжалась несколько недель или месяцев. По шкале вулканической активности извержение достигло 6 баллов (VEI 6), что примерно соответствует извержению вулкана Пинатубо в 1991 году. Активность вулкана вызвала холодное лето в течение нескольких лет.